# 九十九夜
《九十九夜》是由原SEGA知名製作人、曾任Q Entertainment首席製作人的水口哲也，與韓國遊戲開發商Phantagram執行長兼製作人的李相潤合作開發，並由微軟遊戲工作室發行，在Xbox 360平台獨佔發售的動作遊戲。
本作曾推出日文、韓文、英文與中文等多國語言版本。其中，日文版是在2006年4月20日發行，中文版（日語配音）則是在2006年5月24日發行，韓文版是在2006年5月4日發行，歐美版雖同屬一版本，但因為遊戲分區問題，美國版是在2006年8月15日發行，歐洲版則是在2006年9月1日發行。
續集《九十九夜2》於2010年發行。

## 故事背景
一個長期受「靈氣」（Orb）庇護的世界，眾多光與暗的種族和平共存著。某個人的陰謀將「靈氣」一分為二，世界隨即被分割成光與暗的兩大軍團。在兩枚「靈氣」再度合而為一之前，將經歷連續九十九天的永夜，第一百天黎明才會再次來到人間。
以「靈氣」為主軸的壯烈戰爭。本故事是這場無名戰爭中，眾多英雄的故事。

## 遊戲操作
本遊戲之操作性質，近似於真·三國無雙以及鬼武者系列。玩家如果要提升能力，必須將敵人擊敗，而且戰場上隨機掉落的道具隨時都要撿起來。

### 靈氣的搜集與攻擊
要使出絕招，則必須收集靈氣，收集靈氣的方式與鬼武者極為類似，絕招部分有分靈氣狂暴與靈氣爆破，靈氣狂暴類似於真·三國無雙的無雙亂舞，用一般攻擊打死戰場上的敵人後，可以獲得紅色靈氣，氣滿後，若使用靈氣狂暴將敵人擊敗，就可獲得藍色靈氣，而一旦藍色靈氣集滿，便可以使用「靈氣爆破」，直接將敵人瞬間秒殺或是讓將領大失血。
如果想要一次兩種靈氣都搜集，則要看運氣，因為道具「光之紋章」掉落的機率是隨機的，也要看戰場上敵人數目多寡，否則會事倍功半。

### 武器與道具的使用
要獲得武器與特有道具，則必須靠地圖上的寶箱，或者過關時得到較高評價（S或A），有些道具是可以靠連段數目來獲得的（500或1000為倍數的連段）。

## 登場角色

### 茵菲 Inphyy インフィ
- CV：那珂村 多雅子[3]
- 一開始登場的角色，本遊戲中的女主角。光屬性。
- 屬於「聖堂騎士團」的騎士。17歲。正義感非常強，對自己與他人都相當嚴厲。由於其父在一場與哥布林爭戰的戰役中殉職，因此對哥布林一族極為痛恨。

### 亞斯法 Aspharr アスファ
- CV：小川輝晃
- 本遊戲中的男主角，是茵菲的義兄。將茵菲破完後即可使用。光屬性。
- 屬於「聖堂騎士團」的騎士，19歲。性格略顯優柔寡斷，保護妹妹的心卻十分堅定。不贊成過度殺戮，不明白為何各種族之間不能和平相處，是位和平主義者。

### 米菲 Myifee ミーフィー
- CV：磯部弘
- 與伊斐爾、柏多克一樣，隸屬於光明軍團的傭兵隊。將茵菲破完後即可使用。火屬性。
- 傭兵，32歲，男，出身於法律家族，是位十分出色的戰士。個性大而化之，有些玩世不恭，似乎沒什麼能讓他認真的，但在成為「光之水晶守護者」後明白自身的責任，便盡力在戰爭中幫助光之陣營，成為光之陣營的主力之一。

### 汀巴特 Dwingvatt ディングバット
- CV：古谷徹
- 哥布林的隊長之一。將茵菲、亞斯法、米菲三人破完後即可使用。風屬性。
- 罕見的白色哥布林，是汀格的弟弟。15歲。其兄在溫迪克要塞被茵菲所殺，從此抱著對人類的憎恨，揮舞一對 匕首攻擊光之軍團。

靈氣爆破:風

### 蒂露露 Tyurru テュルル
- CV：鎌田梢
- 將茵菲、亞斯法、米菲、汀巴特破完後即可使用。水屬性。
- 聖都魔導院的魔法師，養父兼師父是米拉法利斯。12歲，女。性格天真，不喜歡戰鬥，只是為了保護人類的使命而戰。[4]

### 克拉朗 Klarrann
- CV：中井和哉
- 將茵菲、亞斯法、米菲、汀巴特破完後即可使用。靈魂屬性。
- 要塞城市法爾肯的祭司。30歲，男。沉默且冷靜。年輕時曾是一名盜賊，在教會的感化之下改過自新，認為這場戰爭是神所給的考驗。[5]

### 維克瓦 Vigkvagk
- 「食人妖」（Troll），6歲，將茵菲、亞斯法、米菲、汀巴特、蒂露露、克拉朗破完後即可使用。
- 居住在森林中，本是個與世無爭的善良種族，卻被半獸人族強制徵召，並因其強大的力量而被編制為前鋒軍。個性溫馴，對於唯一的朋友極為重視。

## 外部連結
- 「九十九夜」官方網站 - （日語）
- 巴哈姆特電玩資訊站：「九十九夜」哈拉區 - （繁體中文）
- 微軟 XBox 360「九十九夜」網站 - （繁體中文）
- XBox C4「九十九夜」攻略資訊網站 - （繁體中文）
- 「九十九夜」新加坡官方網站 -